# Liste de jeux EA Sports
La liste de jeux EA Sports répertorie les jeux vidéo développés ou édités par EA Sports, classés par ordre alphabétique.
- Haut – A
- B
- C
- D
- E
- F
- G
- H
- I
- J
- K
- L
- M
- N
- O
- P
- Q
- R
- S
- T
- U
- V
- W
- X
- Y
- Z

## 0-10
- 3 on 3 NHL Arcade

## A
- Arena Football
- Arena Football: Road to Glory
- Australian Rugby League

## B
- Bill Walsh College Football
- Bill Walsh College Football 95
- Blitz: The League
- Blitz: The League II

## C
- Coach K College Basketball
- Coupe du monde : FIFA 2002
- Coupe du monde de la FIFA : Afrique du Sud 2010
- Coupe du monde de la FIFA : Brésil 2014
- Coupe du monde FIFA 2006
- Cricket 07

## D
- Def Jam Vendetta

## E
- EA Sports Active
- EA Sports Active 2
- EA Sports Active NFL Training Camp
- EA Sports F1 2001
- EA Sports FC 24
- EA Sports FC 25
- EA Sports FIFA Superstars
- EA Sports GameShow
- EA Sports MMA
- EA Sports UFC
- EA Sports UFC 2

## F
- F1 2000
- F1 2021
- F1 Championship Season 2000
- F1 Manager
- FA Premier League Stars
- FIFA 06
- FIFA 06 : En route pour la Coupe du monde
- FIFA 07
- FIFA 08
- FIFA 09
- FIFA 10
- FIFA 11
- FIFA 12
- FIFA 13
- FIFA 14
- FIFA 15
- FIFA 16
- FIFA 17
- FIFA 18
- FIFA 19
- FIFA 20
- FIFA 21
- FIFA 22
- FIFA 23
- FIFA 2000
- FIFA 97
- FIFA 98 : En route pour la Coupe du monde
- FIFA 99
- FIFA Football 2002
- FIFA Football 2003
- FIFA Football 2004
- FIFA Football 2005
- FIFA International Soccer
- FIFA Manager
- FIFA Mobile
- FIFA Online
- FIFA Online 2
- FIFA Online 3
- FIFA Soccer 95
- FIFA Soccer 96
- FIFA Street
- FIFA Street 2
- FIFA Street 3
- FIFA World
- Fight Night 2004
- Fight Night Champion
- Fight Night Round 2
- Fight Night Round 3
- Fight Night Round 4
- Foes of Ali
- Football Academy
- Freekstyle

## G
- Grand Chelem Tennis
- Grand Chelem Tennis 2

## I
- Italia 1990
- Italy '90 Soccer
- Italy 1990

## J
- John Madden Football '92
- John Madden Football '93
- John Madden Football
- John Madden Football
- John Madden Football
- John Madden Football II

## K
- Knockout Kings

## M
- MVP 06: NCAA Baseball
- MVP 07: NCAA Baseball
- MVP Baseball 2005
- Madden Football 64
- Madden NFL '94
- Madden NFL '95
- Madden NFL '96
- Madden NFL 06
- Madden NFL 07
- Madden NFL 08
- Madden NFL 09
- Madden NFL 10
- Madden NFL 11
- Madden NFL 12
- Madden NFL 13
- Madden NFL 15
- Madden NFL 16
- Madden NFL 17
- Madden NFL 18
- Madden NFL 2000
- Madden NFL 2001
- Madden NFL 2002
- Madden NFL 2003
- Madden NFL 2004
- Madden NFL 2005
- Madden NFL 25
- Madden NFL 97
- Madden NFL 98
- Madden NFL 99
- Madden NFL Football
- Madden NFL Mobile
- Madden Nation
- Madden Season 2

## N
- NASCAR 06: Total Team Control
- NASCAR 07 (en)
- NASCAR 08 (en)
- NASCAR 09 (en)
- NASCAR 2000
- NASCAR 2001 (en)
- NASCAR 2005: Chase for the Cup (en)
- NASCAR 98
- NASCAR 99
- NASCAR Revolution (en)
- NASCAR Rumble (en)
- NASCAR SimRacing (en)
- NASCAR Thunder 2002 (en)
- NASCAR Thunder 2003
- NASCAR Thunder 2004 (en)
- NBA Elite 11
- NBA Live 06
- NBA Live 07
- NBA Live 08
- NBA Live 09
- NBA Live 10
- NBA Live 13
- NBA Live 14
- NBA Live 15
- NBA Live 16
- NBA Live 2000
- NBA Live 2001
- NBA Live 2002
- NBA Live 2003
- NBA Live 2004
- NBA Live 2005
- NBA Live 95
- NBA Live 96
- NBA Live 97
- NBA Live 98
- NBA Live 99
- NBA Street
- NBA Street Homecourt
- NBA Street Showdown
- NBA Street V3
- NBA Street Vol.2
- NCAA Basketball 09
- NCAA Basketball 10
- NCAA Football 06
- NCAA Football 07
- NCAA Football 08
- NCAA Football 09
- NCAA Football 10
- NCAA Football 11
- NCAA Football 12
- NCAA Football 13
- NCAA Football 14
- NCAA Football 2004
- NCAA Football 2005
- NFL Blitz
- NFL Head Coach
- NFL Head Coach 09
- NFL Street
- NFL Street 2
- NFL Street 3
- NFL Tour
- NHL '94
- NHL 06
- NHL 07
- NHL 08
- NHL 09
- NHL 10
- NHL 11
- NHL 12
- NHL 13
- NHL 14
- NHL 15
- NHL 16
- NHL 17
- NHL 18
- NHL 19
- NHL 2000
- NHL 2001
- NHL 2002
- NHL 2003
- NHL 2004
- NHL 2005
- NHL 95
- NHL 96
- NHL 97
- NHL 98
- NHL 99
- NHL Hockey
- NHL Slapshot
- NHLPA Hockey '93
- NHL Slapshot
- NHLPA Hockey '93

## R
- Rory McIlroy PGA Tour
- Rugby
- Rugby 06
- Rugby 08
- Rugby 2004
- Rugby 2005

## S
- Shox
- Sled Storm
- SSX
- SSX 3
- SSX Blur
- SSX on Tour
- SSX Tricky

## T
- Tiger Woods PGA Tour 06
- Tiger Woods PGA Tour 07
- Tiger Woods PGA Tour 08
- Tiger Woods PGA Tour 09
- Tiger Woods PGA Tour 10
- Tiger Woods PGA Tour 11
- Tiger Woods PGA Tour 12
- Tiger Woods PGA Tour 13
- Tiger Woods PGA Tour 14
- Tiger Woods PGA Tour 2003
- Tiger Woods PGA Tour 2004
- Tiger Woods PGA Tour 2005
- Triple Play 2000
- Triple Play 2001
- Triple Play Baseball

## U
- UEFA Champions League 2006–2007
- UEFA Euro 2000
- UEFA Euro 2004
- UEFA Euro 2008

## W
- Coupe du monde 98
- World Cup Carnival
- World Cup Italia '90
- World Cup Soccer: Italia '90
- World Cup USA '94